# امامزاده شاهبالو زاهد
امامزاده شاهبالو زاهد مربوط به سدهٔ ۱۰ ه.ق است و در شهرستان سوادکوه، بخش مرکزی، روستای دهمیان واقع شده و این اثر در تاریخ ۱۵ آبان ۱۳۶۲ با شمارهٔ ثبت ۱۶۴۲ به‌عنوان یکی از آثار ملی ایران به ثبت رسیده است.